# فقه الدعوة
فقه الدعوة هو العناية والتركيز والاهتمام بالدروس الخاصة بالداعية والمدعو وموضوع الدعوة ووسائلها وأساليبها وتاريخ الدعوة وميادينها وخصائصها ودلائل النبوة وآداب الجدل والحوار والمناظرة. ومن أبرز المنظرين لفقه الدعوة في العصر الحديث الداعية الشيخ عبد الرحمن السميط والداعية الشيخ علي بادحدح والداعية الشيخ محمد أحمد الراشد والداعية ماجد أيوب.

## الوصلات الخارجية
- فقه الدعوة موقع الإسلام الدعوي والإرشادي.
- إحياة فقه الدعوة موقع خاص بالتنظير لفقه الدعوة وتجديده.

كتب
- مجموعة كتب مختصة بفقه الدعوة تقديم الشبكة الدعوية.

تسجيلات ودروس
- فقه الدعوة الشيخ أبو إسحاق الحويني.
- فقه الدعوة إلى الله آدابه وشروطه الشيخ صالح بن عبد العزيز آل الشيخ.
- سلسلة من فقه الدعوة الشيخ محمد سعيد رسلان.